# Fiat 850 Visitor-Bus
Le FIAT 850 Visitor-Bus est un minibus construit spécifiquement sur commande de FIAT pour transporter les visiteurs des usines Fiat turinoises du Lingotto, de Mirafiori et de Rivalta. 

## Histoire
Dès sa nomination comme patron du groupe Fiat, Gianni Agnelli a ouvert aux visiteurs les installations de l'usine du Lingotto et de l'usine géante Fiat Mirafiori et de Rivalta à Turin. Dans les années 1960, le constructeur utilisait des Fiat 600 Multipla, véhicule compact de série à six places doté de deux banquettes. Dès l'apparition du nouveau Fiat 850T en version Minibus, il ont remplacé les 600 Multipla pour assurer le déplacement des visiteurs sur ces sites industriels, mais ce n'étaient toujours que des véhicules communs de série. 
En 1968, le carrossier turinois OSI présente un minibus basé sur la plateforme de la fourgonnette Fiat 850T avec six portes et six sièges. OSI a construit un seul prototype roulant qui utilisait la face avant de la fourgonnette 850T Familiare. Le modèle n'a jamais été produit en série car l'entreprise a cessé ses activités de constructeur pour se dédier uniquement aux carrosserie industrielle à la fin de l'année 1968. Le prototype d'OSI a été utilisé pour la visite d'une des usines Fiat pendant plusieurs années et a été vendu, puis revendu en bon état en octobre 2023
Pour assoir l'image d'une société moderne, Gianni Agnelli voulait un véhicule spécifique qui marque les visiteurs par sa modernité et qui leurs assurent une excellente visibilité des zones visitées. Il décide alors de commander au cabinet de style Bertone l'étude d'un modèle spécifique, à construire sur la plateforme de la fourgonnette 850 T. Son utilisation impliquait des critères de conception précis : dimensions réduites, grand confort d'utilisation et surfaces vitrées importantes.
Présenté en 1975 au Salon du véhicule industriel de Turin, (salon réunissant véhicules industriels, autocars, autobus, minibus et véhicules utilitaires), sous le nom un peu étrange de « Bus Visiteur », le Fiat 850 Visitor-Bus by Bertone dispose de 6 places accessibles par 6 portes. Un exemplaire intégralement restauré par l'Atelier Classiques Fiat, est exposé au Fiat Heritage Hub, musée qui abrite toute la collection des voitures historiques du constructeur italien depuis 1899. La palette de couleurs de la livrée d'origine, biton vert et bleu, est sophistiquée et met en valeur les éléments du design. Le véhicule est doté de très grandes fenêtres latérales et d'un toit en verre, une première en la matière. Pour impressionner les visiteurs, l'aménagement intérieur est luxueux. Pour éviter l'effet de serre durant les visites en saison chaude, le véhicule est équipé de deux climatiseurs. Chaque passager dispose d'un fauteuil individuel recouvert de cuir et d'une buse d'aération orientable et réglable individuellement. Chaque passager peut entendre les commentaires du conducteur grâce à un haut-parleur au dessus de chaque portière.
Le nombre de véhicules produits n'a jamais été divulgué. La Carrozzeria Bertone ne pouvant pas fabriquer le véhicule en raison d'une surcharge d'activité, a été autorisée à sous-traiter sa fabrication à la Carrozzeria Saturn, une entreprise 

### Caractéristiques techniques
Le Fiat 850 Visitor-Bus by Bertone, construit sur la plateforme de la fourgonnette Fiat 850 T est équipé du moteur Fiat type 100G de 843 cm3, placé à l'arrière et délivre une puissance de 47 Ch DIN. Associé à la transmission semi-automatique Idroconvert, ce petit moteur économique offrait une puissance suffisante pour circuler dans les allées des usines.
C'est le fameux designer Marcello Gandini qui est l'auteur du dessin de ce véhicule.

## Curiosité
Un des exemplaires utilisés par Fiat Auto S.p.A. a été mis en vente par le vendeur professionnel Net Classic. cet exemplaire a été immatriculé pour la première fois en en 1975 par Fiat Auto SpA, avant d'être destiné aux expositions puis, acheté par un collectionneur du sud du pays. En 2018, il est racheté par un collectionneur privé en Suisse où il y reste durant quelques années avant de revenir en Italie en 2024. Produit à une poignée d'unités (six, sans aucune certitude), il a été estimé, en décembre 2024, entre 90 000 et 100 000 €uros.
À l'occasion de sa visite à Turin le 13 avril 1980, le Pape Jean-Paul II a fait le tour de la ville à bord de sa Papamobile, sa Fiat Campagnola officielle. Pour la visite des usines Fiat Mirafiori, le Pape a pris place dans une Fiat 850 Visitors-Bus. Ce véhicule est devenu la propriété de Jann Kleemeyer, un allemand de Brême.

## Liens extérieurs
- (it) Site italien sur les Fiat 600 T / 850 T & 900 T/E (consulté le 21 juin 2017)
- (en) Article dédié au FIAT Visitors Bus, conçu par Bertone, produit par Carrozzeria Saturn
- (de) Je conduis le bus du pape (Article écrit par Julian Rabe publié dans Bild du 6 février 2021).